# Tadeusz Płusa
Tadeusz Edward Płusa (ur. 15 lipca 1948 w Ostródzie, zm. 13 czerwca 2022) – polski lekarz, specjalista chorób wewnętrznych, pulmonologii i alergologii.

## Życiorys
Urodził się w 1948 r. W 1972 r. ukończył studia lekarskie na Wydziale Lekarskim Wojskowej Akademii Medycznej w Łodzi, po czym specjalizował się w zakresie chorób wewnętrznych, pulmonologii i alergologii. Pracę doktorską obronił w 1976 r. w Centrum Medycznym Kształcenia Podyplomowego Wojskowej Akademii Medycznej w Warszawie, po czym w 1985 r. uzyskał stopień doktora habilitowanego w Wojskowym Instytucie Medycznym w Warszawie. Tytuł profesora zwyczajnego został mu przyznany w 1991 r. Od tego samego roku pracował jako kierownik Kliniki Chorób Wewnętrznych, Pneumonologii i Alergologii Wojskowego Instytutu Medycznego w Warszawie, pozostając na tym stanowisku do 2015 r. Pełnił także funkcję przewodniczącego rady naukowej Wojskowego Instytutu Medycznego, a także w latach 2015-2017 zastępcy przewodniczącego rady naukowej Narodowego Instytutu Zdrowia Publicznego PZH. W swojej karierze pracował także jako konsultant krajowy ministra zdrowia ds. obronności w dziedzinie chorób wewnętrznych (2004) i naczelny specjalista w zakresie pneumonologii i alergologii Wojskowej Służby Zdrowia (1992–2015). Od 2017 r. wykładał fizjologię i patofizjologię, a od 2019 r. choroby wewnętrzne na Wydziale Medycyny Uczelni Łazarskiego, sprawował także funkcję prodziekana ds. nauki i dydaktyki Wydziału Medycznego Uczelni Łazarskiego. Był również wykładowcą na Uczelni Techniczno-Handlowej, Wyższej Szkole Informatyki, Zarządzania i Administracji w Warszawie oraz we Wszechnicy Polskiej.
Autor kilkuset publikacji naukowych, redaktor naczelny czasopism medycznych krajowych oraz międzynarodowych, m.in. Pneumonologii i Alergologii Polskiej (1990–1994), International Review of Allergology and Clinical Immunology (1994), Polskiego Merkuriusza Lekarskiego (od 1996 r.) oraz Lekarza Wojskowego (2001–2008), honorowy członek Polskiego Towarzystwa Chorób Płuc, członek Sekcji Medycznej Centralnej Komisji ds. Stopni i Tytułów (od 2006 r.), Komisji Chorób Układu Oddechowego Komitetu Patofizjologii Klinicznej Polskiej Akademii Nauk (od 2007 r.). Jako lekarz wojskowy posiadał stopień pułkownika.
Zmarł niespodziewanie 13 czerwca 2022 r.